# گئورگ امین
گارلن مُرادیان (به ارمنی: Կարլեն Մուրադյան)، متخلص به گِئورگ اِمین (ارمنی: Գևորգ Էմին زاده ۳۰ سپتامبر ۱۹۱۹ - درگذشته ۱۱ ژوئن ۱۹۹۸) یک شاعر، مقاله‌نویس و مترجم اهل ارمنستان بود.

## زندگی‌نامه
گئورگ امین در ۳۰ سپتامبر ۱۹۱۹ در شهر آشتاراک در اولین جمهوری ارمنستان زاده شده‌است. در سال ۱۹۴۰ از دانشگاه پلی‌تکنیک ارمنستان فارغ‌التحصیل شده‌است.
هنگام جنگ جهانی دوم در ارتش ارمنستان، علیه آلمان نازی به فعالیت پرداخت. در سال‌های ۵۰–۱۹۴۹ در «انستیتوی ادبیات مسکو» و در سال‌های ۱۹۴۶ تا ۱۹۵۶ دوره‌های عالی ادبیات را در کلاس‌های ویژه انجمن نویسندگان مسکو گذراند. از سال ۱۹۵۱م با هفته نامه ادبی معتبر مسکو «لیتراتور نایاگازتا» به همکاری پرداخت. در سال‌های ۱۹۶۸ تا ۱۹۷۲م ماهنامه ادبی «لیتراتور نایا ارمنیا» را سردبیری کرد و از سال ۱۹۷۳م به بعد در انستیتوی هنر آکادمی علوم ارمنستان به عنوان کارشناس ارشد به کار پرداخت.
گورگ امین در سال‌های ۱۹۵۱ و ۱۹۷۶ برنده جایزه استالین شد.

## نگارخانه

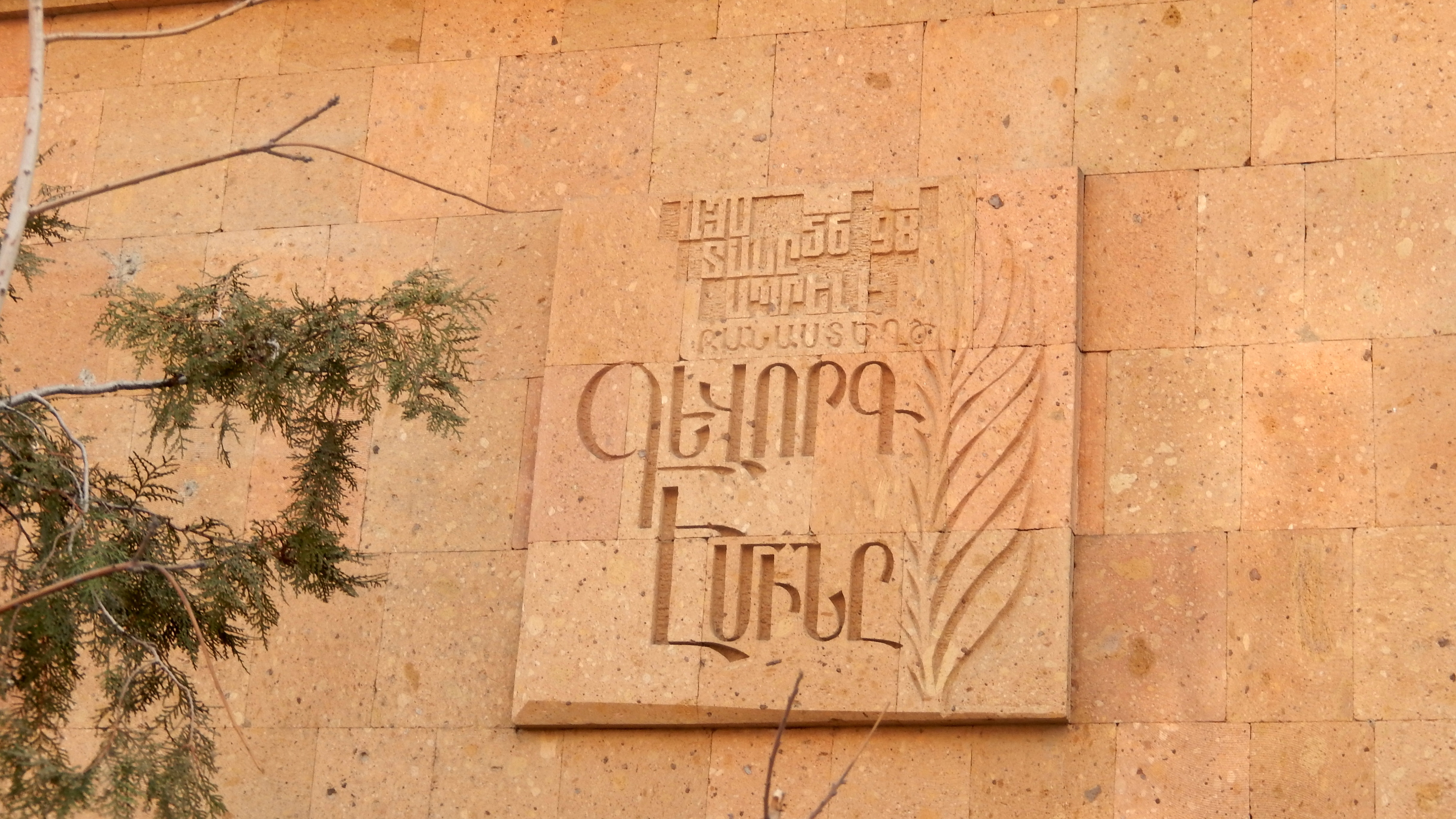
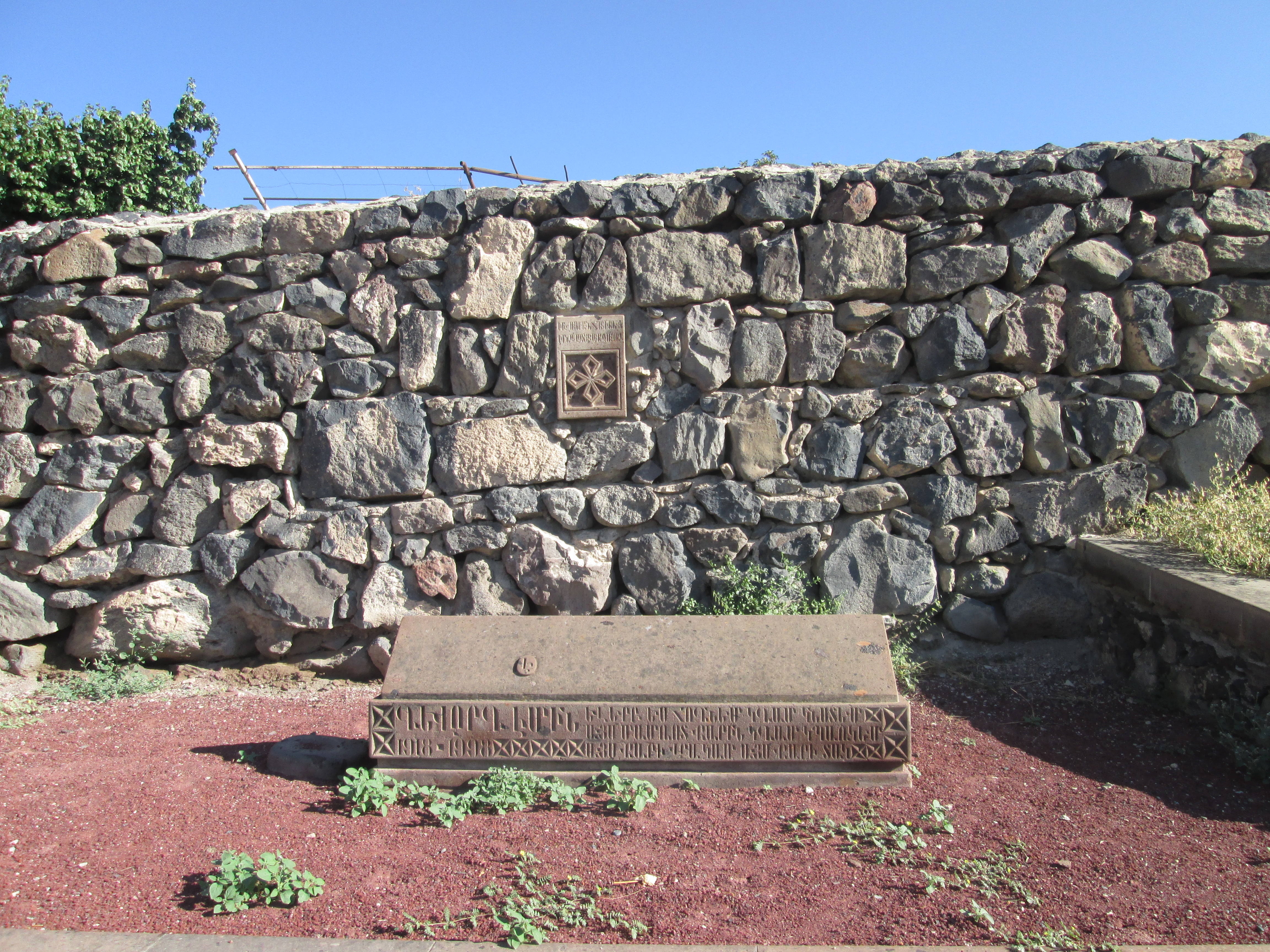
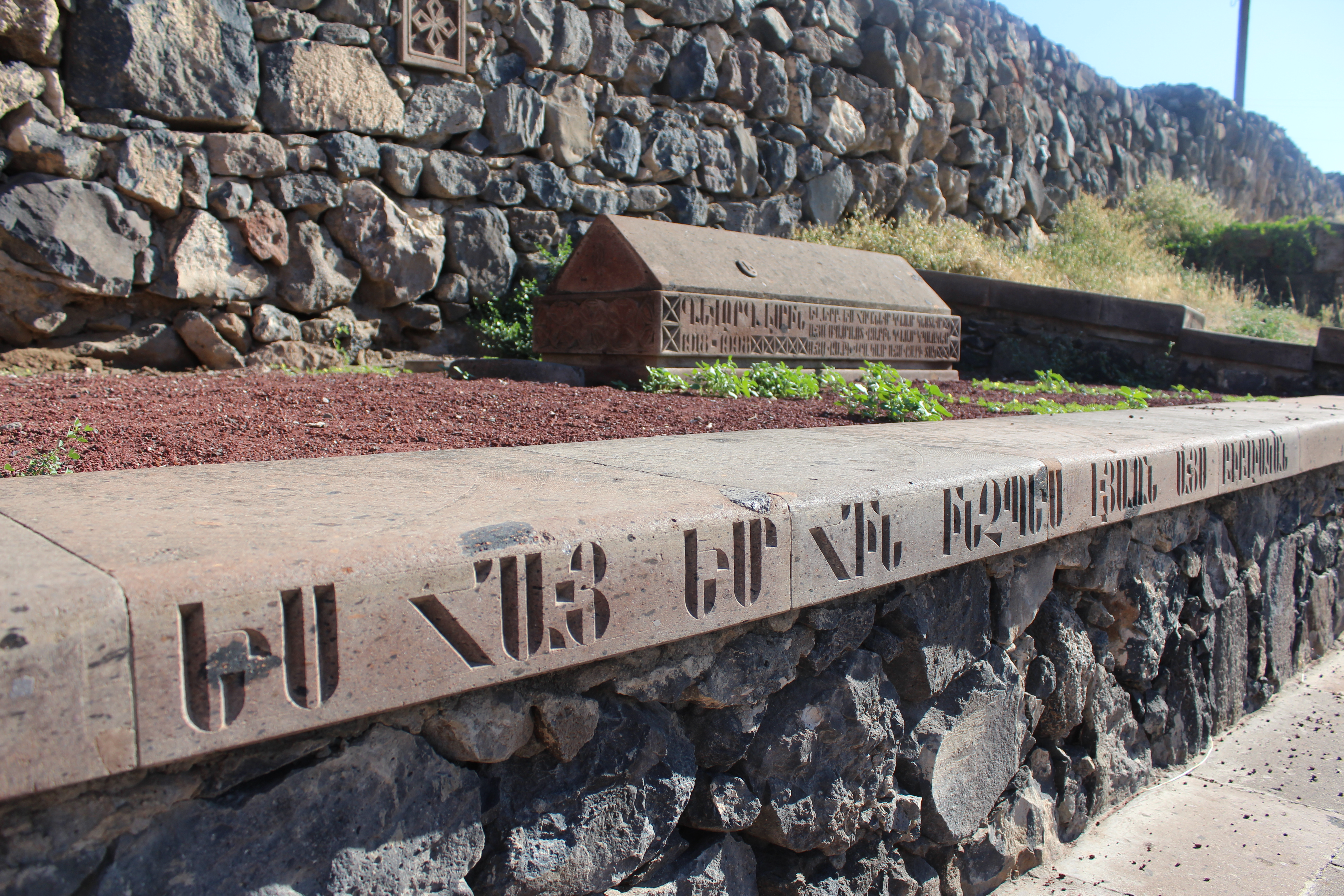
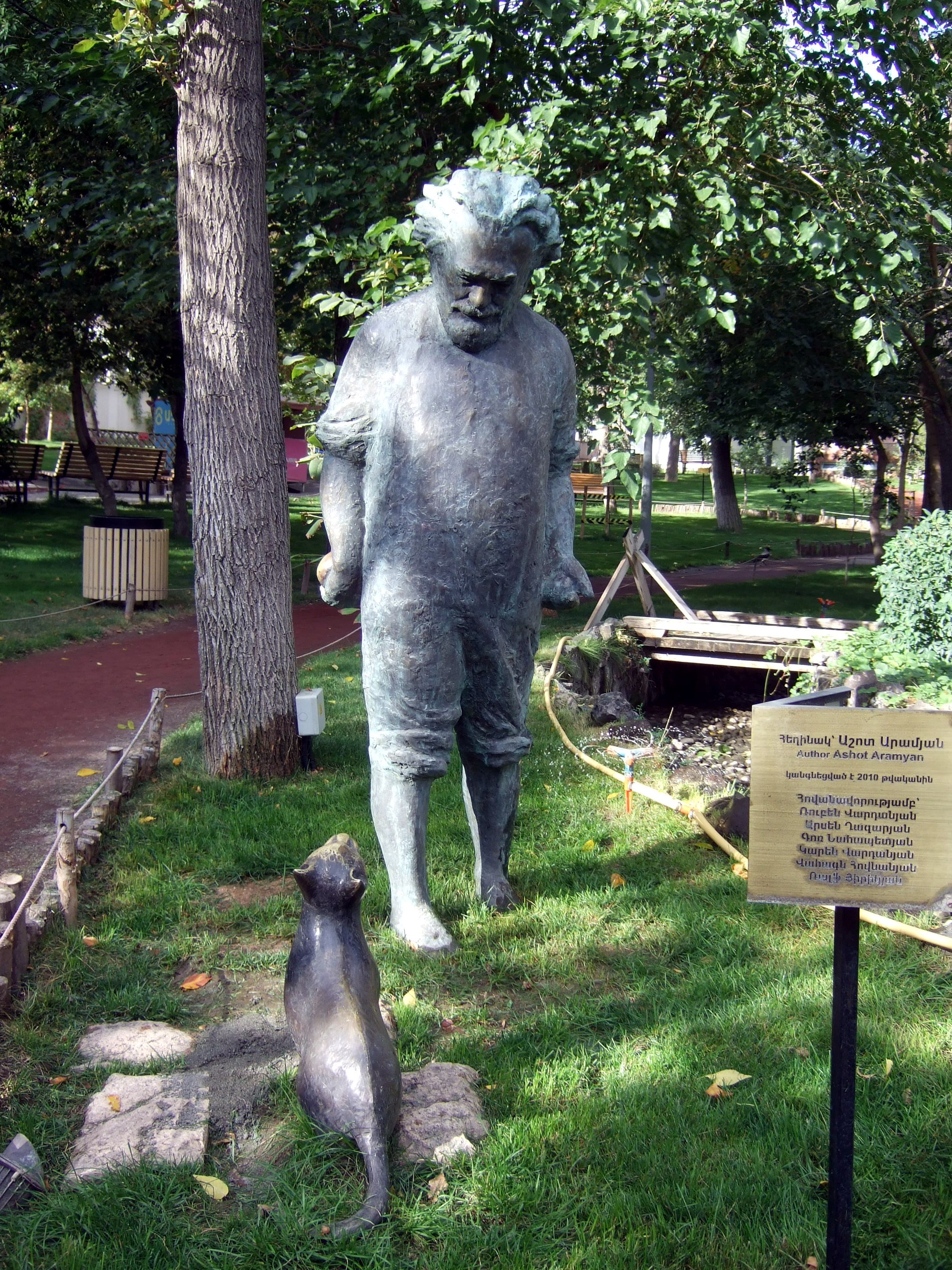

## شعری از گئورگ امین به نام (متبرک باد قلب تو)
| چشم‌های تو؟                        |  | چشمان من به فریادهای شاد سعادت زِ ژرفناهاشان را دیدند                        |
| دست‌های تو؟                        |  | با نوازش‌ها شان دستان من همه گمکرده‌ها را بازجستند و دگر باره آفرینندگی کردند |
| قلب دیوانه تو؟                    |  | با تپش‌هایش به معجزه‌ای قلب من سترد هر چه سنگدلی بود و پلیدی بود              |
| متبرک باد چشمانت متبرک باد چشمانت |  | متبرک باد قلب تو!                                                           |

## شعری از گئورگ امین به نام (جستجو را پایانی نیست)
| دریای دیوانهٔ بی خواب را به من بدهید |  | ساحل و بندر از آن شما                     |
| در زندگانیه کوتاه پُر توفانم         |  | آسایش و بخت به چه کار می‌آید               |
| جستجو را پایانی نیست، نازنینم       |  | آنچه را که می‌طلبی در هیچ ساحلی نخواهی جست |
| ساحل و بندر از آن شما               |  | دریای آبیه دیوانه زِ آن من                 |

## شعری از گئورگ امین به نام (پروانه‌های عاشق)
| دیری شکنجه دادیم یکدیگر را ما به یک زندگانیه پروانه‌ای   |  | دیوانه وار سوی نور شتابیدیم، اما…                    |
| به شیشه برخوردیم، به شیشه برخوردیم،                     |  | به شیشه برخوردیم و به نور عشق نرسیدیم هرگز           |
| و غرقه در ظلمت‌ها یکدیگر را گم کردیم…                    |  | ... اینک دوباره به هم رسیده‌ایم با اشتیاق رؤیای دیرین |
| باز آن نور شعله‌ور عشق است                               |  | باز آن دلتنگی‌های شکنجه گر                            |
| باز آن پروانه‌های دیوانه و سوزان از عشق اسیران همان آتش… |  | اما، افسوس گرد پرهایمان دیگر ریخته‌است                |

## کتابشناسی
- استعاره قرمز - ۱۹۴۰
- راه نو - ۱۹۴۹
- جستجو - ۱۹۵۵
- به این روز - ۱۹۵۹
- در این عصر - ۱۹۶۸
- قرن بیستم - ۱۹۷۰
- هفت ترانه برای ارمنستان - ۱۹۷۴
- - عصر. زمین. عشق
- - سرزمین، عشق، قرن